# Choco Taco
Choco Taco era un helado de la empresa Good Humor-Breyers que se parecía a un taco. Consistía en un disco de material de cucurucho doblado para parecerse a una tortilla de taco, helado de vainilla bajo en grasa, fudge saborizado artificialmente, maní y una cobertura de chocolate con leche. El «Choco Taco» se comercializó bajo la marca Klondike como «The Original Ice Cream Taco».
Klondike descontinuó el Choco Taco en 2022.

## Historia
El Choco Taco fue inventado en Filadelfia en 1983 por Alan Drazen, vicepresidente sénior de Jack and Jill Ice Cream Company. Se implementó por primera vez en 1984 cuando se hizo popular a través de su venta en camiones de venta móvil y en tiendas de conveniencia. Hizo su primera aparición en los supermercados de todo el país cuando Good Humor-Breyers (que lo fabricaba en Richmond, Virginia) lo promocionó en 1996 como «el taco más genial de Estados Unidos» en la Convención de la Industria de Supermercados en Chicago.
En 1998, Unilever introdujo el Choco Taco en Italia bajo el nombre de Winner Taco a través de su subsidiaria Algida. En 1999 se introdujo en Suecia a través de otra subsidiaria, GB Glace, con el mismo nombre. En 2000, el Winner Taco se retiró de los mercados italiano y sueco. Sin embargo, después de dos años de campaña por parte de los fanáticos del helado, en enero de 2014, Álgida anunció en su página de Facebook el regreso de Winner Taco en Italia. GB Glace también reintrodujo el helado en Suecia en 2014.
En 1999, la empresa mejoró el producto, incorporó una cubierta que se mantuvo más crujiente e introdujo un nuevo empaque. El mismo año, la empresa introdujo un Klondike Cookies & Cream Choco Taco, que contenía galletas y helado de crema y estaba cubierto con trozos de galleta. Los Choco Tacos también se vendían en algunos restaurantes Taco Bell.
Klondike descontinuó el Choco Taco en julio de 2022. Según una verificación de datos de Associated Press, Klondike descontinuó el producto debido a un fuerte aumento en la demanda de sus otras marcas y para garantizar la disponibilidad del resto de sus productos.
El fundador de Reddit, Alexis Ohanian, que dirige la firma de capital riesgo 776, tuiteó a Unilever, ofreciendo comprar los derechos del producto, y en una entrevista del 26 de julio dijo que había hablado con Unilever, pero que aún no tenía noticias para compartir.